# Хлебная закваска
Хлебная закваска — симбиотическая культура дрожжей и молочнокислых бактерий, используемая для разрыхления тестовой заготовки и придания ей особого вкуса при выпечке хлебобулочных изделий.
Дрожжи определяют подъёмную силу и бродильную способность закваски, а молочнокислые бактерии — её кислотность.

## Ржаная закваска
Ржаная закваска необходима для изготовления ржаного хлеба, так как при использовании прессованных дрожжей мякиш такого хлеба плохо пропекается и остаётся пресным по вкусу.
Исторически в быту ржаная закваска приготавливалась из остатков ржаного теста и являлась основным компонентом, определяющим подъём теста и использовавшимся со времён Древнего Египта вплоть до конца XIX века, когда биологами с помощью микроскопа были открыты дрожжевые клетки.
Свежая закваска может быть приготовлена либо с использованием культур различных молочнокислых бактерий, либо естественной ферментацией ржаной муки в тёплой воде с доступом воздуха (в котором всегда присутствует некоторое количество молочнокислых бактерий).
Мука содержит дрожжи и бактерии.
Приготовление закваски в домашних условиях не требует особых усилий, но занимает не менее 3—5 дней.
При этом аромат полученной закваски меняется в процессе её созревания, от «довольно неприятного» вначале до сложной комбинации алкоголя с отчётливым кислым и фруктовым запахами, благодаря чему так ценится изготовленный в конечном итоге хлеб.
На протяжении долгого времени закваска была единственным способом заставить хлеб подняться. Очень трудно датировать открытие закваски; первые упоминания о ней датируются временами Древнего Египта. Согласно предположениям, закваска была открыта вавилонянами. Но именно египетское происхождение называется чаще всего, — один человек забыл тесто и оставил его без огня, и оно под действием ферментации стало увеличиваться, создав таким образом первый хлеб на закваске. В любом случае, известно, что египтяне, а ранее них шумеры одновременно делали хлеб и пиво.

## Разновидности
В России чаще всего используется хлебная закваска, изготовленная на основе ржаной муки. Однако существуют и другие способы получения закваски. В книге Елены Молоховец предлагается способ производства закваски из пива, ячменного солода, сваренного с хмелем и мёдом, из картофеля.
В США хлеб, полученный с помощью хлебной закваски вместо коммерческих дрожжей, получил название Sourdough. Одна из разновидностей такого хлеба использует закваску, которая поддерживается в Сан-Франциско (Калифорния, США) на протяжении более 100 лет и состоит из симбиотической культуры дрожжей Candida milleri и бактерий Lactobacillus sanfranciscensis, открытых в начале 1970-х годов. Это открытие сделало возможным коммерческое производство культуры и пошатнуло мнение об уникальности «закваски Сан-Франциско». Существует и противоположное мнение, а именно, что уникальность дрожжевого хлеба из Сан-Франциско объясняется традицией и строгим соблюдением технологии.
Кроме того, в США известен пшеничный «Солёный хлеб» на закваске из считающихся патогенными бактерий Clostridium perfringens.